# Ken Hale (cầu thủ bóng đá)
Kenneth Oliver Hale (18 tháng 9 năm 1939 – 5 tháng 1 năm 2015) là một cầu thủ bóng đá và huấn luyện viên người Anh. Ông thi đấu ở vị trí tiền đạo tầm xa cho Newcastle United, Coventry City, Oxford United, Darlington và Halifax Town, và ghi 84 bàn thắng trong 420 lần ra sân ở Football League. Ông có một khoảng thời gian ngắn làm cầu thủ – huấn luyện viên cho Darlington năm 1972, và huấn luyện Hartlepool từ năm 1974 đến năm 1976.

## Thống kê huấn luyện
Nguồn:
| Đội        | Từ               | Đến               | Thành tích | Thành tích | Thành tích | Thành tích | Thành tích |
| Đội        | Từ               | Đến               | P          | T          | H          | B          | % thắng    |
| ---------- | ---------------- | ----------------- | ---------- | ---------- | ---------- | ---------- | ---------- |
| Darlington | tháng 1 năm 1972 | tháng 4 năm 1972  | 21         | 7          | 2          | 12         | 033,3      |
| Hartlepool | tháng 6 năm 1974 | tháng 10 năm 1976 | 117        | 40         | 31         | 46         | 034,2      |
| Tổng       | Tổng             | Tổng              | 138        | 47         | 33         | 58         | 034,1      |